# Vincent Lobo
Vincent Lobo (* 16. August 1977) ist ein indischer Badmintonspieler. 

## Karriere
Vincent Lobo gewann neben einem Juniorentitel in seiner Heimat jeweils zwei Meisterschaften im Herrendoppel und im Mixed. In beiden Disziplinen startete er auch bei der Weltmeisterschaft 1999, wobei er im Mixed 17. und im Doppel 33. wurde.

## Sportliche Erfolge
| Saison | Veranstaltung                              | Disziplin    | Platz | Name                            |
| ------ | ------------------------------------------ | ------------ | ----- | ------------------------------- |
| 1994   | Indien: Einzelmeisterschaften der Junioren | Mixed        | 1     | Vincent Lobo / Nazneen Karimi   |
| 1998   | Indien: Einzelmeisterschaften              | Mixed        | 1     | Vincent Lobo / Archana Deodhar  |
| 1998   | Indien: Einzelmeisterschaften              | Herrendoppel | 1     | Jaseel P. Ismail / Vincent Lobo |
| 1999   | Weltmeisterschaft                          | Mixed        | 17    | Vincent Lobo / Archana Deodhar  |
| 1999   | Weltmeisterschaft                          | Herrendoppel | 33    | Jaseel P. Ismail / Vincent Lobo |
| 2000   | Indien: Einzelmeisterschaften              | Mixed        | 1     | Vincent Lobo / Madhumita Bisht  |
| 2000   | Indien: Einzelmeisterschaften              | Herrendoppel | 1     | Vincent Lobo / Jaseel P. Ismail |